# Dolin
Dolin je otok na Kvarneru, tik uz otok Rab, od kojega ga dijeli Barbatski kanal.
Pruža se u pravcu sjeverozapad - jugoistok, usporedno s rapskom obalom.
Najsjevernija i najzapadnija točka: Donji rt, nalazi se zapadno od mjesta Banjol na otoku Rabu
Najjužnija točka je Gornji rt.
Sjeverno i istočno od otoka se nalazi otok Rab, a u neposrednom susjedstvu na sjeveru se nalazi otočić Sveti Juraj.
U neposrednom južnom susjedstvu se nalaze dva otočića: Školjić Veli i Školjić Mali.
Najviši vrh je Samotorac, 117 m.

## Vanjske poveznice
|  | Zajednički poslužitelj ima još gradiva o temi Dolin |